# Kuraszewo (gromada)
Kuraszewo – dawna gromada, czyli najmniejsza jednostka podziału terytorialnego Polskiej Rzeczypospolitej Ludowej w latach 1954–1972.
Gromady, z gromadzkimi radami narodowymi (GRN) jako organami władzy najniższego stopnia na wsi, funkcjonowały od reformy reorganizującej administrację wiejską przeprowadzonej jesienią 1954 do momentu ich zniesienia z dniem 1 stycznia 1973, tym samym wypierając organizację gminną w latach 1954–1972.
Gromadę Kuraszewo z siedzibą GRN w Kuraszewie utworzono – jako jedną z 8759 gromad – w powiecie hajnowskim w woj. białostockim, na mocy uchwały nr 16/V WRN w Białymstoku z dnia 4 października 1954. W skład jednostki weszły obszary dotychczasowych gromad Lady i Kuraszewo ze zniesionej gminy Czyże, oraz Trywieża i Wólka ze zniesionej gminy Łosinka w tymże powiecie. Dla gromady ustalono 14 członków gromadzkiej rady narodowej.
31 grudnia 1959 gromadę Kuraszewo zniesiono, włączając jej obszar do gromad Łosinka (wsie Wólka i Trywieża oraz przysiółki Bujakowszczyzna, Wieżanka, Maksymowszczyzna i Podwieżanka) i Czyże (wsie Lady, Łuszcze i Kuraszewo).